# Tephris anpingicola
Tephris anpingicola är en fjärilsart som beskrevs av Embrik Strand 1918. Tephris anpingicola ingår i släktet Tephris och familjen mott. Inga underarter finns listade i Catalogue of Life.